# كتيبة الدبابات القتالية 68
كتيبة الدبابات القتالية 68 (68 BCC) هي وحدة مدرعة تابعة للجيش الفرنسي، نشطت في بلاد الشام خلال الحرب العالمية الثانية.

## تاريخ
تأسست الكتيبة 68 في أكتوبر 1939، من جنود أفواج الدبابات القتالية 501 و 504 و 506 و 510. كانت الدبابات الخفيفة ومعدات السيارات التابعة للكتيبة البالغ عددها 45 R35 مخصصة في الأصل لبولندا ولكن لا يمكن تسليمها بسبب الغزو الألماني. هبطوا في بيروت في تشرين الأول/أكتوبر وانضم إليهم طاقمهم من فرنسا في تشرين الثاني/نوفمبر. وأعيد تجميع الكتيبة في حمص، حاميتها.
ظلت الكتيبة 68 موالية للنظام الجديد لجيش الهدنة في يونيو 1940، حتى لو انضمت بعض العناصر إلى فرنسا الحرة. ثم انحلت الكتيبة في أكتوبر 1940 وشكل عناصرها الكتيبة 4 سرية 63 بي سي سي في دمشق.

### فيشي في سوريا
كان دنتز رئيس أركان جيش سوريا ولبنان الذي كان يضم قوات حضرية استعمارية منتظمة وفرقًا خاصة (قوات خاصة، جنودًا سوريين ولبنانيين وطنيين). كانت هناك سبع كتائب مشاة من القوات الفرنسية النظامية تحت تصرّفه، بما في ذلك فوج المشاة الأجنبي السادس من الفيلق الأجنبي الفرنسي وفوج المشاة الاستعماري الرابع والعشرين وأحد عشر كتيبة مشاة من ‹‹القوات الخاصة››، بما في ذلك ما لا يقل عن 5000 من وحدات سلاح الفرسان المزوّدين بالخيول والمحركات، ومجموعتين من الوحدات المدفعية والداعمة. بلغ عدد حامية فيشي 35000 جنديٍ، منهم 35000 من الجنود النظاميين بما في ذلك 8000 من المشاة الفرنسيين و25000 من السوريين واللبنانيين. كان لدى الفرنسيين 90 دبابة (وفقًا للتقديرات البريطانية)، وكان لدى سلاح فيشي الجوي الفرنسي  90 طائرة (وصلت إلى 289 طائرة بعد التعزيزات)، بينما كان لدى البحرية الفرنسية مُدمِرتان، الفهد وفالمي، وثلاث غواصات.

## شارات
تمثل الشارة المعدنية للكتيبة، التي صنعها آرثوس برتراند في أوائل عام 1940، سمندلًا في مثمن ممدود من أوراق البلوط والغار. الشارة معالجة بالفضة القديمة لكن هلال صغير عند طرفها مصنوع من الذهب. تظهر الشارة المرسومة على المركبات السمندل، منقوشًا على شكل هلال.